# فرانسواز واتل
فرانسواز واتل (فرانسوی: Françoise Vatel‎؛ ‏ ۲۸ نوامبر ۱۹۳۷ – ۲۴ اکتبر ۲۰۰۵) هنرپیشه اهل فرانسه بود.
از فیلم‌ها یا برنامه‌های تلویزیونی که وی در آنها نقش داشته‌است می‌توان به پسرعموها و از خشم و هیاهو اشاره کرد.